# Marco Pomponio Rufo
Marco Pomponio Rufo  fue un político y militar romano del siglo IV a. C. perteneciente a la gens Pomponia.

## Tribunado consular
Obtuvo el tribunado consular en el año 399 a. C., cuando se celebró por primera vez en Roma un lectisternio. Junto con sus colegas, condujo la guerra contra los veyentes, faliscos y capenates.